# Verzierung (Musik)
Es gibt bei Musikdarbietungen verschiedene Verzierungen, Ornamente oder Agréments (französisch agrément ‚Annehmlichkeit‘), auch Manieren, mit denen Melodien oder Akkorde eines Stückes ausschmückend abgewandelt werden. Bei Musikkompositionen oder -bearbeitungen sind sie meist als spezielle Zeichen in der Notenschrift oder der Tabulatur notiert, doch auch unnotiert gehören Verzierungen oft zur Aufführungspraxis. Beim Ausführen der Verzierungen bleibt dem Interpreten Raum zur Improvisation.
Verzierungen ändern im Gegensatz zum Tonhöhenwechsel wie beim Vorhalt nichts am harmonisch-melodischen Gefüge eines Musikstücks, können jedoch die Stimmführung beleben.

## Geschichte
Verzierungen dienen in der Musik – wie in anderen Künsten auch – als Schmuck, als belebendes oder als spielerisches Element. Musikalische Verzierungen sind demnach in weiterem Sinne überall und immer dort zu finden, wo musiziert wird. Die Entstehung der Verzierungen wird teils mit einer Eigenheit der Zupfinstrumente und frühen Tasteninstrumente erklärt. Die rasch verklingenden Töne dieser Saiteninstrumente wie Laute, Cembalo und Clavichord suchte man demnach u. a. mittels der verschiedenen Arten von Trillern zu verlängern. Als wahrscheinlicher gilt dennoch, dass diese Verzierungen ursprünglich aus der Vokalmusik stammen und im 15./16. Jahrhundert von der fortschreitenden Gesangstechnik auch auf die instrumentale Praxis übergingen. Der sogenannte canto fiorito hielt sich noch bis ins 19. Jahrhundert und darüber hinaus im kunstvollen Gesang der Opernsänger. Außerdem war noch bis zur Mitte des 18. Jahrhunderts die Maßgabe für die geschmackvolle Ausführung von Verzierungen auch im instrumentalmusikalischen Bereich vor allem deren Gesanglichkeit. Erst danach wurden die Verzierungen zunehmend zur Demonstration technischer Brillanz oder als Klangeffekt eingesetzt, hielten sich aber
Eine Blüte der Verzierungskultur und Verzierungskunst ist zwischen dem 16. Jahrhundert und der Mitte des 18. Jahrhunderts in der europäischen Musik zu beobachten. Es entstand eine beinahe unübersehbare Menge von Verzierungen verschiedener regionaler Ausprägungen, die bei jeder Art von Musik angewendet werden konnten, sowie verschiedene Zeichen (darunter Kreuze, Halbmonde, Bogenstriche, Schrägstriche, Punkte und Sterne) zur Ausführung in Tabulaturen und Notenschrift. Dabei lässt sich zwischen den sogenannten wesentlichen Verzierungen (Vorschläge, Triller, Mordenten, Doppelschläge usw.) und den durch Improvisation entstehenden willkürlichen Verzierungen unterscheiden. Seit Ende des 17. Jahrhunderts werden die Verzierungen auch als Manieren bezeichnet (zu Manier ‚Eigenart, Handschrift‘ eines Künstlers). Carl Philipp Emanuel Bach widmet diesen in seinem Versuch über die wahre Art das Clavier zu spielen (zwei Teile, 1753 und 1762) ein umfassendes Kapitel.
Frankreich, seit der Zeit Ludwigs XIV. kulturell stilprägende Nation, wartete mit dem größten und am feinsten ausgearbeiteten Fundus an wesentlichen Verzierungen auf: Die größte bis dahin veröffentlichte Verzierungstabelle (mit insgesamt 29 Verzierungsarten) stammt von Jean-Henri d’Anglebert in seinen Pièces de clavecin von 1689. Sehr einflussreich waren auch François Couperins Verzierungen in seinen vier Bänden mit Pièces de Clavecin, von denen der erste 1713 herauskam. In Italien, das der übrigen europäischen Musik schon länger als Vorbild diente, kamen zu diesen wesentlichen Manieren und Trillern noch die improvisierten oder willkürlichen Verzierungen, die sich vor allem durch die Diminution der jeweils gegebenen Melodik ergaben. Seit der Wiener Klassik wurde die improvisatorische Verzierung des Notentextes durch den Interpreten immer bedeutungsloser, da Komponisten ihre Vorstellungen immer exakter notierten.
Im 20. Jahrhundert sind vor allem aus der afroamerikanischen Musik (Jazz, Spiritual, Gospel, Rhythm ’n’ Blues, Blues, Rock) viele neue Varianten und vor allem rhythmische Neuerungen entstanden, die sich bisher kaum in der Notation niedergeschlagen haben.

### Spätbarock

Verzierungstabelle nach Johann Sebastian Bach

Eine wichtige Quelle zu Johann Sebastian Bachs Verzierungsrepertoire ist das von ihm am 22. Januar 1720 angelegte Klavierbüchlein für Wilhelm Friedemann Bach. Das Lehr- und Übungsheft für seinen ältesten Sohn enthält bereits zu Beginn eine Tabelle mit den für Bach wichtigsten Verzierungen als Zeichen und in je einem Beispiel in Noten ausgeführt. Die Verzierungen sind mit einer eigenwilligen Mischung aus italienischen (Trillo, Mordant) und französischen Bezeichnungen (Cadenze, Accent) versehen. Dargestellt sind Triller bzw. Pralltriller (Trillo), Mordent (Mordant), Triller mit Nachschlag (Trillo u. Mordant), Doppelschlag (Cadenze), Triller mit vorhergehendem Doppelschlag von unten und von oben (Doppelt-Cadenze), die gleiche Verzierung mit Nachschlag (Doppelt-Cadenze u. Mordant), steigender und fallender Vorhalt (Accent, auch Abriss), Mordent mit Vorhalt (Accent u. Mordant), Triller mit Vorhalt von unten und von oben (Accent und Trillo). Der missglückte Versuch des neunjährigen Friedemann, ein 14. Ornament hinzuzufügen, wurde später getilgt. Dieser Tabelle voraus geht die Erklärung der Schlüssel, an die Erklärung der Verzierungen schließt sich ein kurzes Stück (Applicatio, BWV 994) mit eingetragenem Fingersatz an. Dies zeigt, welche Bedeutung Bach der spätbarocken Clavier-Ornamentik im Musikunterricht beimaß.

### Übergang zur Klassik
Johann Joachim Quantz beschreibt in seinem 1752 erschienenen Lehrwerk Versuch einer Anweisung die Flöte traversiere zu spielen ausführlich die Verzierungstechnik seiner Zeit. Das VIII. Hauptstück handelt Von den Vorschlägen und den dazugehörigen kleinen Manieren, das IX. Hauptstück Von den Trillern.
Quantz sieht die Funktion der Vorhalte nicht nur als „Zierrath“, sondern auch als Notwendigkeit, um eine Melodie aufzuwerten und sie „galant aussehen“ zu lassen. Er beschreibt als ein Kennzeichen des galanten Stils, der in Deutschland den Musikstil der Barockzeit ablöste, das Übergewicht von Konsonanzen gegenüber den Dissonanzen. Da nun aber nach seiner Meinung der Zuhörer bei einer langen Folge von Konsonanzen „leicht ermüdet“, ist es notwendig, Dissonanzen in die Melodie einzufügen, und dadurch „gleichsam wieder auf[zu]muntern“.
Auch die Triller erachtete er als unentbehrlich, sie „geben dem Spielen einen großen Glanz“. Die Geschwindigkeit, in der sie ausgeführt werden, müsse sich sowohl nach den akustischen Bedingungen des Ortes als auch nach dem Charakter des Stückes richten.

## Arten von Verzierungen

### Vorschlag

#### Kurzer Vorschlag
Ein kurzer Vorschlag (Acciaccatura) kann als kleine, am Hals durchgestrichene Note vor der normal großen Hauptnote notiert werden. Genauso findet man aber auch durchgestrichene Noten als lange Vorschläge. Prinzipiell gilt, dass die geschriebene Dauer der Vorschlagsnote nichts über ihre Ausführung aussagt. Die Ausführung ist unterschiedlich je nach Genre, Epoche und Interpret, dabei wird der Vorschlag entweder kurz vor und die Hauptnote bzw. Hauptbetonung auf der Zählzeit (z. B. Klassik), der Vorschlag auf und die Hauptnote kurz nach der Zählzeit (Barock, „slide“ im Jazz) oder auch beide gleichzeitig gespielt.
| Notation | Ausführung   |
| -------- | ------------ |
|          | Hörbeispielⓘ |

#### Langer Vorschlag
Ein langer Vorschlag (Appoggiatura) bringt als Vorschlagsnote zuerst den Ton des notierten Vorschlags, dann den Hauptton. Die Länge des Vorschlags beträgt die Hälfte der Länge des zweizeitigen Haupttons oder zwei Drittel derselben, wenn es sich um eine punktierte bzw. dreizeitige Hauptnote handelt. Der Hauptton fängt um die Dauer des Vorschlags verzögert an. Es gibt sowohl die aufsteigende Appoggiatura als auch die absteigende.
| Notation | Ausführung   |
| -------- | ------------ |
|          | Hörbeispielⓘ |

Ein langer Vorschlag hat meistens die Funktion eines Vorhalts.

#### Doppelvorschlag
Der Doppelvorschlag (englisch drag) besteht aus zwei kurzen Vorschlägen vor dem Hauptschlag.

#### Schleifer
Der Schleifer besteht aus drei oder mehr kurzen Vorschlägen vor dem Hauptschlag.

### Tremolo
Eine weitere Möglichkeit der Verzierung ist die rasche Wiederholung eines Tons (Tremolo). Hier existieren zwei Hauptarten: das ausgeschriebene, sowie das nicht-ausgeschriebene Tremolo. Bei der ersten Möglichkeit ist die Notenanzahl, bzw. Tremologeschwindigkeit genau vorgegeben, die zweite bezeichnet ein meist schneller ausgeführtes, nicht rhythmisch ausgezähltes Tremolo. Das unausgeschriebene Tremolo wird üblicherweise in Abkürzungsnotation, mit einem 3-strichigen Notenhals notiert.
- Das Streichertremolo wurde im 17. Jahrhundert entwickelt.
- Der bei Schlaginstrumenten wie der Pauke übliche Wirbel kann z. B. auch auf Xylophon und Klavier angewendet werden.

In historischer Literatur werden Paukenwirbel (u. U. auch anderes Schlagwerk) noch meist als Triller (s. U.), ggf. mit Trillerschlange notiert.
- Bedeutend ist die Tonrepetition auch für die traditionelle Spielweise von Zupfinstrumenten wie Mandoline, Tamburica und Balalaika.
- Im Gesang des 17. Jahrhunderts (vor allem in Italien) waren ebenfalls Tonrepetitionen zu Verzierungszwecken üblich.
- Bei Blasinstrumenten heißen Tonrepetitionen auch Flatterzunge, abgekürzt „Flz.“ (häufig v.A. bei Trompete, Posaune, Flöte, und Saxophon)

Aus harmonischer und melodischer Sicht sind Tonrepetitionen keine Verzierung und entsprechen Haltetönen bzw. dem Orgelpunkt.

### Triller
Der Triller besteht aus der Note, die mit dem Triller versehen ist (Hauptnote), und deren oberer Nebennote. Beide erklingen in raschem Wechsel. Der Triller ist für die Dauer der Hauptnote auszuführen.
Eine moderne (flexiblere Schreibweise) setzt zusätzlich zum Trillersymbol die Nebennote als eingeklammerten ungehalsten Kleinstich direkt hinter oder vor die Hauptnote. Dadurch kann die Nebennote auch über und unterhalb der Hauptnote gewählt und chromatisch versetzt werden und es kann prinzipiell auch jedes beliebige Intervall getrillert werden.
Chromatische Versetzung der Nebennote wird durch ein Versetzungszeichen im Kleinstich über dem Trillersymbol angezeigt.
Durch eine sogenannte Trillerschlange kann die genaue Dauer des Trillerns – unabhängig von der ungetrillerten Tondauer – angezeigt werden.
Für Akkordtriller werden bei homophoner Schreibweise entsprechend viele Trillersymbole (tr) vertikal über dem System angeordnet, bei polyphoner Schreibweise für untere Stimme(n) auch unterhalb des Systems.
Bis zum Ende des Barock wird der Triller mit der oberen Nebennote begonnen, ab der Klassik mit der Hauptnote. Streitpunkte gibt es in der Frühklassik, in der sich klassischer Satz mit noch aus dem Barock tradierter Verzierungspraxis mischt.
| Notation | Ausführung vor 1800 | Ausführung ab 1800 |
| -------- | ------------------- | ------------------ |
|          | Hörbeispielⓘ        | Hörbeispielⓘ       |

In der französischen Barockmusik und den durch sie beeinflussten Stilen sind folgende Erweiterungen des Trillers (tremblement) möglich: Nachschlag (die letzten beiden Töne des Trillers sind untere Nebennote und Hauptnote), gedehnte obere Nebennote zu Beginn (appuyé), Beginn von der unteren Nebennote sowie Beginn mit einem Doppelschlag. Wenn die erste Note des Trillers der vorangegangenen entspricht, wird sie angebunden, sofern dies durch einen Bindebogen angezeigt ist (lié).
Ein Triller auf der Schlussnote eines Stücks wird von heutigen Interpreten gerne beschleunigend ausgeführt. Diese Spielweise ist durch Schallplatten- und CD-Aufnahmen mindestens bis in die 1980er Jahre zurückverfolgbar. Bisher ist nicht geklärt, ob es sich um eine Spielweise aus historischer Zeit handelt. Der Triller beginnt appuyé, die folgenden Noten werden immer schneller und der Triller endet auf der Hauptnote, die eine deutlich wahrnehmbare Länge aufweist. In der französischen Musik des Barock erscheinen Triller häufig auf der Terz im Schlussakkord (z. B. Orgelwerke von Louis-Nicolas Clérambault), in der spanischen bis in die Klassik hinein auch auf dem Grundton (Sonaten von Antonio Soler).
Will man ab 1800 einen Triller mit dem Nebenton beginnen, muss man einen kurzen Vorschlag hinzufügen. Eine chromatische Veränderung der Nebennote notiert man über dem Trillerzeichen mit den Veränderungszeichen {\displaystyle \sharp } oder {\displaystyle \flat }, sonst an der Vorschlagsnote. Über die Dauer der Hauptnote wird ein mehrfacher schneller Wechsel zwischen Hauptton und oberem Nebenton gespielt.
Der wohl früheste Beleg, dass ein Triller wahlweise mit der oberen bzw. unteren Nebennote oder mit der Hauptnote begonnen werden kann, findet sich bei Bernard Viguerie: L’art de toucher le piano-forte (Paris, ca. 1796):

« Le tremblement ou trille qu’on appelle aussi quoiqu’improprement cadence, est un agrément qui se fait en battant alternativement le son de la note qui porte le signe avec celui de la note supérieure. Le principe anciennement établi etoit de commencer le tremblement par la note supérieure à celle qui portoit le signe; maintenant l’usage est de le commencer, soit par la note supérieure, soit par la note même, soit enfin par la note inférieure; cela dépend du goût de l’éxecutant, amoins que l’auteur, par le moyen d’une ou deux petites notes, n’ait expliqué la manière dont il entend qu’on le commence. »

„Der Triller, der unpassenderweise auch Kadenz genannt wird, ist eine Verzierung, die man ausführt, indem man abwechselnd die Note, die das Verzierungszeichen trägt, und die obere Nebennote anschlägt. Das früher übliche Verfahren war, den Triller mit der oberen Nebennote zu der Note, die das Verzierungszeichen trägt, zu beginnen; jetzt ist es üblich, mit der oberen Nebennote oder der Hauptnote oder schließlich mit der unteren Nebennote zu beginnen; das hängt vom Geschmack des Ausführenden ab, wenn nicht der Autor mit einer oder zwei kleinen Noten erklärt hat, wie die Verzierung auszuführen ist.“

Die Klavierschule von Bernard Viguerie war allerdings außerhalb von Paris kaum bekannt. Der zeitlich nächste Beleg für eine „moderne“ Ausführung des Trillers findet sich erst wieder bei Johann Nepomuk Hummel in seiner Anweisung zum Pianofortespiele (Wien 1828):

„Man ist hinsichtlich des Trillers bisher beim Alten stehen geblieben, und begann ihn immer mit der obern [sic!] Hülfsnote, was sich wahrscheinlich auf die ersten, für den Gesang entworfenen Grundregeln gründet, die späterhin auch auf Instrumente übergegangen sind. […] Der Triller fängt also (ist es nicht anders bestimmt vorgeschrieben) mit der Hauptnote an, und endigt sich auch stets mit derselben 1.); soll er von oben oder von unten anfangen, so muss dieses durch ein Zusatznötchen von oben, oder von unten bemerkt werden 2.).“

Zu welchem Zeitpunkt sich in der Klaviermusik Hummels „moderne“ Auffassung als allgemeingültig durchgesetzt hat, ist nicht eindeutig zu bestimmen. Zumindest sind in der ersten Hälfte des 19. Jahrhunderts wahrscheinlich noch beide Ausführungen möglich.
Paukenwirbel (im Sinne eines Tremolos auf nur einer Tonhöhe) wurden bis ins 20. Jahrhundert als Triller notiert.

### Pralltriller und Mordent
| Notation | Ausführung vor 1800    | Ausführung ab 1800 |
| -------- | ---------------------- | ------------------ |
|          | Pralltrillerⓘ Mordentⓘ | Pralltrillerⓘ      |

- Pralltriller: einmaliger, kurzer Wechsel mit der nächsthöheren leitereigenen Note
- Mordent: ein- oder mehrmaliger, kurzer Wechsel mit der nächst unteren leitereigenen Note

Die beiden Verzierungen die man unter „Ausführung ab 1800“ sieht, sind eigentlich das Gleiche, nur einmal nach oben, und das andere Mal nach unten geschlagen. Es handelt sich in Wahrheit um eine sehr alte Verzierung, die schon in spanischer Musik des 16. und 17. Jahrhunderts vorkommt, und dort „quiebro“ oder „quiebro senzillo“ (= einfacher quiebro) heißt, und zwar egal ob als Mordent (französisch martellement oder pincé) oder als Pralltriller. Man vermutet außerdem, dass diese Verzierung auch in der Musik der englischen Virginalisten William Byrd, John Bull, Giles Farnaby u. a. benutzt wurde. Denn im berühmten Fitzwilliam Virginal Book und anderen englischen Tastenmusik-Quellen kommt häufig ein Zeichen vor, das aus zwei parallelen Querstrichen besteht //, und dessen logischste Ausführung wie ein spanischer quiebro lautet. Nach dieser Theorie würde man je nachdem, ob die Melodie gerade auf- oder absteigt, einen Mordent oder einen kurzen Praller machen.
 In der französischen Musik des 17. und 18. Jahrhunderts wird der Pralltriller mit der oberen Nebennote begonnen (siehe obere Abbildung: „Ausführung vor 1800“), außer bei schnellen und sehr schnellen Notenwerten (Viertel, Sechzehntel) in absteigenden Linien: Da kann er eventuell „übergebunden“ werden, das heißt die obere Nebennote wird nicht nochmal angestoßen – so wie beim alten spanischen quiebro. Im Frankreich heißt ein übergebundener Triller „tremblement lié“, er wurde nachweislich vor allem ab François Couperin und Jean-François Dandrieu benutzt.
Diese Ausführungsarten wurden ganz allgemein auch im übrigen Europa übernommen, besonders in England und Deutschland (u. a. von Bach und Händel), aber auch in Italien, wie die Ausführungen von Pier Francesco Tosi in seinem Gesangstraktat Opinioni de cantori antichi e moderni… von 1723 verraten. Er unterschied zwischen einem „halben Triller“, also dem Pralltriller mit oberer Nebennote, und einem „Mordent“, was bei ihm das gleiche ist, wie der alte spanische quiebro: Also entweder ein kurzer, einfacher Pralltriller ohne obere Nebennote, oder ein wirklicher Mordent.
Der Mordent kann bei langen Noten auch wie ein Triller, aber mit der unteren Nebennote ausgeführt werden.
Der Pianist Paul Badura-Skoda meint, das Konzept des Pralltrillers von oben („Ausführung vor 1800“) gehe auf einen Irrtum der Cembalistin Wanda Landowska zurück, die einen Druckfehler (einen angeblich fehlenden Bindebogen) in der ersten Ausgabe von C. P. E. Bachs Versuch über die wahre Art das Clavier zu spielen wörtlich genommen habe. Korrekterweise müsse der Pralltriller immer von der Hauptnote aus gespielt werden, womit die Unterscheidung zwischen Ausführungen „vor und nach 1800“ grundsätzlich irrig sei. Blicke in Verzierungstabellen von Chambonnières, d’Anglebert, François Couperin, Georg Muffat, Johann Sebastian Bach, Carl Philipp Emanuel Bach u. a. und in Traktate wie Tosi 1723, Tosi/Agricola 1757 oder Quantz 1752 zeigen jedoch, dass Badura-Skodas Aussage so nicht haltbar ist. Zwar gab es mit dem quiebro senzillo oder tremblement lié tatsächlich schon seit dem 16. Jahrhundert einen kurzen Pralltriller von der Hauptnote aus. Dieser kam im 18. Jahrhundert jedoch nur bei schnellen absteigenden Notenwerten zur Ausführung.

### Doppelschlag (Gruppetto)

Doppelschlag

Notiert wird der vorschlagende bzw. nachschlagende Doppelschlag durch ein gespiegeltes auf dem Rücken liegendes S (Beginn mit der oberen Nebennote – die häufigere Variante) bzw. notiert durch ein auf dem Rücken liegendes S (Beginn mit der unteren Nebennote).
In vielen (älteren) Notenausgaben werden diese beiden Varianten jedoch nicht unterschieden.
| Notation | Ausführung |
| -------- | ---------- |
|          |            |

- (links:) Längerer Hauptton (vordere Note), kurzer oberer Nebenton, kurzer Hauptton, kurzer unterer Nebenton, längerer Hauptton, hintere Note.
- (rechts:) Kurzer oberer Nebenton, kurzer Hauptton, kurzer unterer Nebenton, langer Hauptton (im Bild oben wegen des Zusammenhangs kurz, weil eine Viertelnote recht kurz ist).

Vorzeichen werden für den oberen Ton darüber, für den unteren darunter angebracht.
Vorsicht: Aus Ermangelung an Zeichen ist der Doppelschlag nicht immer richtig notiert. Im Sinne einer historischen Aufführungspraxis besteht oft der Wunsch nach einer dezidierten oder ausgeschriebenen Anweisung.
Die Abbildung rechts zeigt drei Beispiele, teils mit Alterationen.

### Nachschlag
- Einfacher Nachschlag

Notation und Ausführung Einfacher Nachschlag

Notation: Eine kurze Note wird mit einem Bindebogen an die vorhergehende Note angebunden. In Frankreich auch Chute genannt (Michel Pignolet de Montéclair, Henri-Louis Choquel)
Ausführung: Die vorhergehende Note verkürzt sich um die Dauer der Nachschlagnote, im Gegensatz zum Vorschlag fängt die folgende Note auf der Zählzeit an.
- Doppelter Nachschlag

Notation und Ausführung Doppelter Nachschlag

Notation: Zwei kleine Vorschlagsnoten werden mit einem Bindebogen an die vorhergehende Note angebunden.
Ausführung: Die vorhergehende Note verkürzt sich um die Dauer der beiden Nachschlagnoten, im Gegensatz zum Vorschlag fängt die folgende Note auf der Zählzeit an.

### Roulade
Eine Folge von mehreren schnellen auf- bzw. absteigenden Noten gesungen auf einer Silbe wird, besonders in der Vokalmusik, als Roulade bezeichnet. Das Wort leitet sich vom französischen Verb rouler „rollen“ ab.

### Portamento
Zwischen zwei Tönen eines Intervalls wird eine kurze chromatische Verbindung oder ein kurzes Glissando gespielt. Notiert wird es durch einen verbindenden Strich zwischen den beiden Noten.

### Arpeggio
Das Arpeggio (italienisch; „nach Harfenart“) ist ebenfalls eine Verzierung. Dabei werden die Töne eines Akkordes nicht gleichzeitig, sondern kurz nacheinander angeschlagen.

### Verzierungen im weiteren Sinne

#### Shake
Shake (englisch; „Schütteln“) war in der englischen Musik des 17. und 18. Jahrhunderts der Name für einen Triller oder Pralltriller. Er wurde mit zwei parallelen Querstrichen bezeichnet, in etwa so: //. Beispiele findet man z. B. in Cembalomusik von Matthew Locke, John Blow oder Henry Purcell.
Der Shake ist eine auch im Bigband-Jazz gebräuchliche Verzierung, die wie ein Triller aus schnell abgewechselten Tönen besteht, diese haben aber einen größeren Intervallabstand. Die Notation ist nicht eindeutig. Es wird wie beim Triller eine Schlange über der Note notiert. 

#### Rip
Es wird eine schnelle aufsteigende, oft dramatisch akzentuierte Figur gespielt, nicht zwangsläufig eine chromatische. Es wird entweder ein nach oben führender Bogen hinter die Note gesetzt, nach der der Rip anfangen soll, oder aber eine Linie zwischen Start- und Endnote gesetzt. Am üblichsten sind Rips in den Waldhörnern, als dramatische, Jagdhorn-artige Geste.

#### Drop-off
Beim Drop-off wird eine schnell absteigende Figur gespielt. Die Notation besteht aus einem Bogen nach unten hinter der Note, nach der der Drop-off beginnen soll.

#### Fall
Der Fall (englisch), das Fallenlassen von Tönen, ist in Jazz und Popmusik üblich. Statt den Ton anzustimmen, wird seine Anfangshöhe nur angedeutet, um dann sofort in eine unbestimmte Tiefe zu sacken.

#### Doit
Ähnlich dem Fall, nur dass die glissando-artige Figur nach oben (und nicht nach unten) gespielt wird.

#### Growl
Wird bei einigen Blasinstrumenten, wie der Trompete oder der Posaune angewendet und durch eine bestimmte Zungentechnik in Verbindung mit nicht vollständig gedrückten Ventilen und einem Plunger-Dämpfer, der vor dem Schalltrichter des Instruments bewegt wird erzeugt. Dadurch entsteht ein brüllend-gurgelnder, rauer Klang.

#### Slide

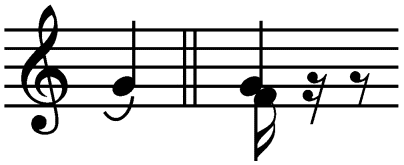
Notation und mögliche Ausführung des Slide

Der Slide (das „Anschleifen“) ähnelt einer Vorschlagsnote, ist aber ein noch kürzerer Rutscher von der Vorschlagsnote zum Hauptton. Teilweise werden beide gleichzeitig (z. B. mit dem Daumen) angeschlagen und nur die Slide-Note dann losgelassen.
Der Effekt besteht eher im Loslassen des Vorschlagtons. Diese Spielweise wurde bereits von Hans Buchner (1483–1538) in seinem Fundamentum (ca. 1520) erwähnt:
„Noten mit der gekrümmten Cauda heißen ‚Mordentes‘. Dabei müssen die beiden Noten immer zugleich angeschlagen werden; die Note selbst mit dem Mittelfinger, die darunter liegende mit dem Zeigefinger.“
Die Technik eines extrem kurzen Vorschlags wird auch auf Instrumenten, die beim Spiel ständig einen Ton produzieren (z. B. Sackpfeife, Drehleier), angewendet, um zwei aufeinander folgende Töne gleicher Höhe zu trennen. Aus dieser Notwendigkeit haben sich im Laufe der Zeit instrumentenspezifische Verzierungen wie etwa die „grace notes“ auf der Great Highland Bagpipe entwickelt. Siehe auch Kurzer Vorschlag.

#### Crushed Note
Eine ganze Tonfolge, oft ein Akkord von unten nach oben, wird vor dem Hauptton abgerollt. Wie beim Slide gibt mehr das Loslassen der Töne den Effekt.

#### Hammering
Das Hammering ist eine im Pop gebräuchliche Verzierung. Es handelt sich um einen kurzen Vorhalt oder slide in einem Dreiklang. Diese Technik wurde von der Gitarre auf das Klavier übertragen.
Hauptsächlich in Dur gespielt, hört man oft folgende Hammerings, auch in arpeggierter Form:
- G-Dur Sextakkord: Kurzer Vorschlag von der Sekunde a aufwärts zur Terz h. Der Tonabstand ist eine große Sekunde.
- G-Dur Sextakkord: Kurzer Vorschlag von der Sexte e abwärts zur Quinte d. Der Tonabstand ist eine große Sekunde.
- G-Dur Sextakkord: Kurzer Vorschlag von der None a abwärts zur Oktave g. Hier None a und Oktave g, nicht Sekunde a und Prim g, weil der Akkord in der ersten Umkehrung auftritt. Der Tonabstand ist eine große Sekunde.
- G-Dur Quartsextakkord: Kurzer Vorschlag von der Sekunde a zur Terz h aufwärts. Der Tonabstand ist eine große Sekunde.
- G-Dur Quartsextakkord: Kurzer Vorschlag von der Quarte c abwärts zur Terz h. Der Tonabstand ist eine kleine Sekunde.
- G-Dur Grundstellung: Kurzer Vorschlag von der Sekunde a zur Terz h aufwärts. Der Tonabstand ist eine große Sekunde.

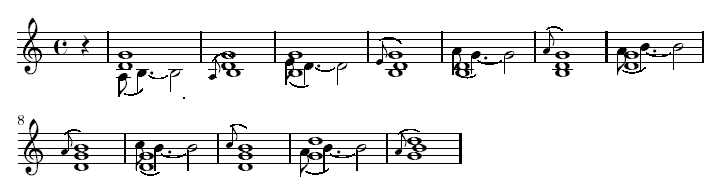
Alle obigen Hammerings in zweifacher Schreibweise: Ausgeschrieben und mit Verzierungsnote

Der G-Dur-Akkord hat hier Beispielfunktion. Auffällig ist das Überwiegen großer Sekunden. Der interessanteste und typischste Klang ist daher jedoch der Quart-Terzvorschlag mit der kleinen Sekunde.
Hammering wird vor allem auch in melodiösem Akkordbrechungsspiel angewendet. Beispiele sind eine I-V-IV-I Akkordfolge in Dur mit entsprechend Sekund-Terz-Vorschlag (I), Sekund-Terz-Vorschlag (V), Sekund-Terz-Vorschlag (IV), alle drei in Grundstellung und None-Oktave-Vorschlag (I-Sextakkord). Als Arpeggioverbindungen der Akkorde bieten sich beispielsweise der Sekundvorschlag als Hammering, dann Terz und Sekunde als Achtel und der Grundton des vorhergehenden Akkordes als Viertel an. Rhythmische Varianten und Abfolgewechsel sind möglich.

#### Roll
Im Folk häufig verwendete Wendung auf eine Dreiviertelnote, die auf dem Zielton beginnt und nach je einem Viertel die obere und untere Hilfsnote kurz anschlägt, wie es bei der grace note üblich ist. Die Hilfsnoten dieser Fünfergruppe werden so kurz gespielt, dass es mehr auf den rhythmischen Effekt ankommt als auf den eigentlich gespielten Notenwert. Daher wird auf Saiteninstrumenten manchmal auch statt der unteren Hilfsnote die Quart gespielt, wenn der Grundton auf der leeren Saite liegt.
Fällt ein Roll auf eine Viertelnote, spricht man von einem Short Roll, der zwar aus derselben Fünfergruppe von Noten besteht, diese jedoch anders betont. Die Betonung und das Spiel von Rolls lässt dem Musiker hohe Freiheiten in Bezug auf eigenen Stil, so dass Betonungen von Triolenrhythmen, synkopische Betonungen bis hin zu klassisch anmutenden möglich sind und keine verbindliche Regel dafür existiert, außer dass sich der Roll in die gespielte Melodie rhythmisch einzufügen hat.